# Electric Life
Electric Life is een nummer van de Nederlandse zanger Duncan Laurence uit 2022. Het is de eerste single van zijn nog te verschijnen tweede studioalbum Skyboy.
"Electric Life" begint somber, maar krijgt later een optimistischer geluid. Het nummer gaat over de dood, maar aan dat zware thema wilde Laurence een hoopvolle draai geven. "Het is terugkijken naar de mensen die je misschien in je leven hebt verloren, maar vooral kijken naar al het positieve dat zij hebben achtergelaten en alles wat je in je eigen leven nog kan voelen van die personen. Op een positieve manier aan zo'n iemand denken, komt voor mij nog wel het dichtste bij een bezoek aan de hemel. Dat was de gedachtegang", aldus Laurence. De zanger haalde voor de plaat inspiratie uit muziek uit de jaren '70, en dan met name uit Queen, The Rolling Stones, Elton John en The Beatles. "Die hebben het altijd in zich gehad om hele persoonlijke onderwerpen op een grootste manier te beschrijven. En dat vond ik zo te gek. Het zijn onderwerpen waar iedereen mee te maken heeft of krijgt en dit is er eentje van. Ik wilde de mensen die ik verloren heb, eren en laten zien van: jullie zijn er nog steeds, ik denk nog steeds aan jullie en daardoor leven jullie voort in mijn leven en andere levens. Het is het negatieve omzetten in het positieve".

## Ontvangst
De plaat leverde Laurence een hit in Nederland. Vele radiostations brachten het nummer onder de aandacht; het werd Alarmschijf op Qmusic, 3FM Megahit, NPO Radio 2 TopSong en 538 Favourite. "Electric Life" bereikte de 22e positie in de Nederlandse Top 40.

### Nederlandse Top 40
| Hitnotering: 13-08-2022 t/m 24-12-2022 | Hitnotering: 13-08-2022 t/m 24-12-2022 | Hitnotering: 13-08-2022 t/m 24-12-2022 | Hitnotering: 13-08-2022 t/m 24-12-2022 | Hitnotering: 13-08-2022 t/m 24-12-2022 | Hitnotering: 13-08-2022 t/m 24-12-2022 | Hitnotering: 13-08-2022 t/m 24-12-2022 | Hitnotering: 13-08-2022 t/m 24-12-2022 | Hitnotering: 13-08-2022 t/m 24-12-2022 | Hitnotering: 13-08-2022 t/m 24-12-2022 | Hitnotering: 13-08-2022 t/m 24-12-2022 | Hitnotering: 13-08-2022 t/m 24-12-2022 | Hitnotering: 13-08-2022 t/m 24-12-2022 | Hitnotering: 13-08-2022 t/m 24-12-2022 | Hitnotering: 13-08-2022 t/m 24-12-2022 | Hitnotering: 13-08-2022 t/m 24-12-2022 | Hitnotering: 13-08-2022 t/m 24-12-2022 | Hitnotering: 13-08-2022 t/m 24-12-2022 | Hitnotering: 13-08-2022 t/m 24-12-2022 | Hitnotering: 13-08-2022 t/m 24-12-2022 | Hitnotering: 13-08-2022 t/m 24-12-2022 | Hitnotering: 13-08-2022 t/m 24-12-2022 |
| Week:                                  | 1                                      | 2                                      | 3                                      | 4                                      | 5                                      | 6                                      | 7                                      | 8                                      | 9                                      | 10                                     | 11                                     | 12                                     | 13                                     | 14                                     | 15                                     | 16                                     | 17                                     | 18                                     | 19                                     | 20                                     |                                        |
| -------------------------------------- | -------------------------------------- | -------------------------------------- | -------------------------------------- | -------------------------------------- | -------------------------------------- | -------------------------------------- | -------------------------------------- | -------------------------------------- | -------------------------------------- | -------------------------------------- | -------------------------------------- | -------------------------------------- | -------------------------------------- | -------------------------------------- | -------------------------------------- | -------------------------------------- | -------------------------------------- | -------------------------------------- | -------------------------------------- | -------------------------------------- | -------------------------------------- |
| Positie:                               | 40                                     | 30                                     | 26                                     | 22                                     | 24                                     | 29                                     | 31                                     | 31                                     | 31                                     | 25                                     | 25                                     | 24                                     | 22                                     | 25                                     | 32                                     | 34                                     | 35                                     | 35                                     | 36                                     | 39                                     | uit                                    |

### NederlandseSingle Top 100
| Hitnotering: 03-09-2022 t/m 24-09-2022 | Hitnotering: 03-09-2022 t/m 24-09-2022 | Hitnotering: 03-09-2022 t/m 24-09-2022 | Hitnotering: 03-09-2022 t/m 24-09-2022 | Hitnotering: 03-09-2022 t/m 24-09-2022 | Hitnotering: 03-09-2022 t/m 24-09-2022 |
| Week:                                  | 1                                      | 2                                      | 3                                      | 4                                      |                                        |
| -------------------------------------- | -------------------------------------- | -------------------------------------- | -------------------------------------- | -------------------------------------- | -------------------------------------- |
| Positie:                               | 83                                     | 79                                     | 80                                     | 85                                     | uit                                    |